# Związek Organizacji Wojskowej
La Związek Organizacji Wojskowej (in italiano: Unione dell'organizzazione militare), abbreviato ZOW, era un'organizzazione di resistenza clandestina fondata da Witold Pilecki nel campo di concentramento di Auschwitz nel 1940.

## Entrata nel campo
Nel 1940 Witold Pilecki, un membro dell'organizzazione di resistenza polacca Tajna Armia Polska (l'esercito polacco segreto, TAP, in seguito noto come Armia Krajowa o Esercito Nazionale), presentò un piano per entrare nel campo di concentramento tedesco di Auschwitz, raccogliere informazioni dall'interno e organizzare la resistenza dei detenuti. I suoi superiori approvarono questo piano e gli fornirono una carta d'identità falsa a nome di "Tomasz Serafiński". Il 19 settembre 1940 uscì deliberatamente durante una łapanka a Varsavia, fu catturato dai tedeschi insieme ad altri civili e mandato ad Auschwitz. A quanto si sa, fu l'unico ad essersi mai offerto volontario per essere imprigionato ad Auschwitz.

## Creazione della ZOW ad Auschwitz
Conosciuto all'interno del campo come Tomasz Serafiński, prigioniero numero 4859, Pilecki iniziò il lavoro di organizzazione della Związek Organizacji Wojskowej, che sarebbe diventata la filiale di Auschwitz dell'Armia Krajowa. Gli obiettivi erano migliorare il morale dei detenuti, fornire notizie dall'esterno, distribuire cibo e vestiti extra, creare reti di intelligence.
La ZOW era organizzata in una rete di cellule composte da cinque persone in cui tutti e cinque gli agenti non sapevano nulla dei loro compagni. Il primo "quintetto" fu formato dai membri TAP di Pilecki, soldati catturati dell'esercito polacco: il dottor Władysław Dering - numero 1723, comandante del gruppo, il tenente colonnello Władysław Surmacki - numero 2795, Jerzy Hlebowicz (il falso nome del capitano Jerzy de Virion) - numero 3507, Eugeniusz Obojski - numero 194 e Roman Zagner - numero sconosciuto. Era il gruppo guida.
Nel 1941 la ZOW era cresciuta notevolmente grazie ai numerosi sottogruppi creati dal gruppo guida. Nonostante fosse un braccio della resistenza polacca, ne facevano parte non solo i polacchi. I membri ebrei avevano, però, un'aspettativa di vita molto più breve perché venivano sterninati per primi. Partecipavano alla ZOW anche alcune celebrità, come il famoso scultore Xawery Dunikowski e il campione di sci Bronisław Czech.
I membri della ZOW lavoravano sia nell'ufficio amministrativo delle SS del campo (Rachwalowa, il capitano Rodziewicz, Olszowka, Jakubski, Miciukiewicz), sia nel Sonderkommando, dove venivano bruciati i cadaveri (Szloma Dragon e Henryk Mendelbaum). L'organizzazione aveva un proprio sistema di esecuzione degli ordini (con un tribunale penale segreto), oltre a linee di rifornimento verso l'esterno. Grazie ai civili che vivevano nelle vicinanze, l'organizzazione riceveva regolarmente forniture mediche. I detenuti costruirono persino un ricevitore radio, nascosto nell'ospedale del campo.
Molte organizzazioni clandestine di Auschwitz, più piccole e non polacche, alla fine si unirono alla ZOW. Nell'autunno del 1941 il colonnello Jan Karcz fu trasferito nel nuovo campo di sterminio di Birkenau, dove avviò altre strutture ZOW. Nella primavera del 1942 l'organizzazione contava oltre 1.000 membri, comprese donne e persone di altre nazionalità, presenti nella maggior parte dei sottocampi.
Nel frattempo la Gestapo raddoppiò i suoi sforzi per stanare i membri della ZOW, e a partire dalla fine del 1942 riuscì a ucciderne molti.

## Il lavoro di intelligence
Dall'ottobre 1940 la ZOW inviò numerosi rapporti sul campo e sui mezzi di genocidio al quartier generale dell'esercito nazionale della resistenza polacca a Varsavia (il primo rapporto raggiunse la resistenza polacca nel novembre 1940). Nel Blocco 11 era nascosto anche un trasmettitore a onde corte; servì ad inviare informazioni direttamente al governo polacco in esilio a Londra. A partire dal marzo 1941 i rapporti di Pilecki venivano inoltrati tramite la resistenza polacca al governo in esilio e poi al governo britannico e ad altre nazioni alleate. Questi rapporti furono i primi sull'Olocausto e costituirono una delle principali fonti di informazioni su Auschwitz per gli alleati occidentali. Purtroppo, venivano regolarmente scartati come "troppo estremi" dai capi dell'intelligence alleata per gran parte della guerra.

## Piano di rivolta fallito
Pilecki pianificò la liberazione del campo, sperando che gli Alleati avrebbero gettato dagli aerei su Auschwitz armi o truppe (come la 1ª Brigata Paracadutisti Indipendente polacca di stanza in Gran Bretagna), o che l'esercito nazionale avrebbe potuto attaccare via terra. Gli agenti di Pilecki si addestrarono meticolosamente per riuscire a strappare il campo alle guardie al primo segnale dell'arrivo dei soccorsi alleati.
Nel 1943 Pilecki si rese conto che non esisteva alcuna possibilità di salvataggio dei prigionieri dall'esterno. Decise di evadere, sperando di convincere personalmente l'esercito nazionale che un tentativo di intervento era un'opzione valida e possibile. Quando fu assegnato al turno di notte nella panetteria fuori dal campo, lui e due compagni sopraffecero la guardia, tagliarono la linea telefonica e fuggrono la notte tra il 26 e il 27 aprile 1943, portando con sé i documenti rubati ai tedeschi. In caso di cattura, erano pronti a ingoiare il cianuro. Dopo diversi giorni, con l'aiuto dei civili locali, contattarono un'unità dell'esercito nazionale. Pilecki presentò un altro rapporto dettagliato sulle condizioni di Auschwitz che fu inoltrato a Londra, ma le autorità britanniche rifiutarono il supporto aereo per un'operazione che poteva agevolare la fuga dei detenuti. Un raid aereo fu considerato troppo rischioso, e le atrocità naziste ad Auschwitz riferite nei rapporti furono ritenute esagerazioni grossolane. Da parte sua, l'esercito nazionale decise che non era in grado di attaccare il campo da solo. Nel 1944 la ZOW aiutò la rivolta ebraica del Sonderkommando (7 ottobre 1944), fornendo gli esplosivi.

## Polonia comunista del dopoguerra
L'8 maggio 1947 Pilecki fu arrestato dal Ministero della Pubblica Sicurezza polacco. Fu accusato di attraversamento illegale del confine, dell'uso di documenti falsi, del mancato arruolamento nell'esercito, di porto di armi illegali, di spionaggio a favore dell'"imperialismo straniero" e della preparazione dell'assassinio di diversi funzionari. Il 25 maggio 1948 fu giustiziato nella prigione Mokotów di Varsavia. Fino al 1989 le informazioni sulle sue imprese e sul suo destino furono occultate dal regime comunista polacco.